# Покровська сільська рада (Локтівський район)
Покро́вська сільська рада (рос. Покровский сельский совет) — сільське поселення у складі Локтівського району Алтайського краю Росії.
Адміністративний центр та єдиний населений пункт — село Покровка.

## Населення
Населення — 808 осіб (2019; 931 в 2010, 1057 у 2002).